# Utena

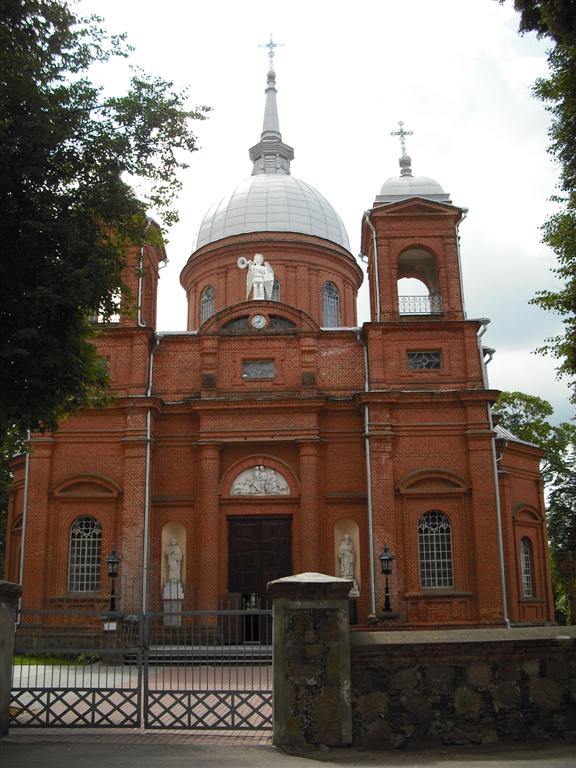
Utena

Utena je město v severovýchodní části Litvy, ve kterém žije přibližně 26 tisíc obyvatel. Utena je centrem Utenského kraje. Jedná se o jedno z nejstarších měst v zemi, založeno bylo již v roce 1261. Ve městě se vyrábí pivo Utenos.

## Sport
- FK Utenis fotbalový klub;
- BC Juventus basketbalový klub;

## Partnerská města
- Třeboň, Česko